# Sainte-Marguerite-de-Carrouges
Sainte-Marguerite-de-Carrouges là một xã trong tỉnh Orne, vùng Normandie tây bắc nước Pháp. Xã Sainte-Marguerite-de-Carrouges nằm ở khu vực có độ cao trung bình 279 mét trên mực nước biển.